# 町田えり子
町田えり子（まちだえりこ）は、料理研究家である。

## 人物
料理研究家として外食産業、コンビニなど食業界の料理開発、テレビ番組の料理監修、出演もする。またラジオ番組、「美味しく食べてヘルスケア」「町田えり子のアジアンごはん」では（制作：株式会社かしわプロダクション2001年～2006年）番組ライターとメインパーソナリティーをつとめた。国際中医師、国際中医薬膳師でもあり新宿辻クッキングの薬膳基礎科の講師。

## 主な出演番組
テレビ
- NHKあさイチ
- TBSはなまるマーケット
- 日本テレビzip!
- やじうまプラス
- 賢コツ!!
- ズームイン!!SUPER
- 汐留スタイル
- 所さんの目がテン!
- 朝はビタミン
- お試しかっ!
- おもいッきりDON!
- DON!
- ヒルナンデス

ラジオ
- アジアン!プラス
- 町田えり子のアジアンごはん　パーソナリティー
- 美味しく食べてヘルスケア　パーソナリティー

新聞
- 日本経済新聞社
- 朝日新聞
- 読売新聞
- 産経新聞

## 出版
- ちょっと贅沢な調味料レシピ 発行：ぴあ株式会社　(ISBN:978-4835618449)
- "電子レンジで手間なしおかず　2stepレシピ" (ISBN:978-4-8085-8526-6)　発行：東京地図出版
- "電子レンジで3分から！まぜるだけ スピードおかず"　発行：株式会社PHP研究所 (ISBN:978-4-569-79204-0)